# Kristýna Ljuben-Morfová
Kristýna Ljuben-Morfová, psaná též Kristina nebo Christina (6. května 1889 Stara Zagora, Bulharsko – 1. června 1936 u Karlova, Bulharsko) byla bulharská a česká operní pěvkyně a pedagožka zpěvu.

## Životopis
Gymnázium absolvovala v Sofii. Velký vliv na ni měl její starší bratr, vojenský kapelník a skladatel, Alexandr Morfov. Bratr ji vedl ke studiu hudby a zpěvu, učila se rovněž francouzsky a rusky. Po ukončení studia na gymnáziu se rozhodla studovat zpěv v Praze.
V Praze se dostala do rodiny hudebníka Josefa Prokopa, kde poznala jejich dceru Ludmilu. Kristýna studovala na pěvecké škole Marie Pivodové (1906–1909). Potom odešla s Ludmilou do Brna, kde po intervenci Leoše Janáčka, který ji slyšel zpívat, dostala roli Mařenky v Prodané nevěstě a později i angažmá. Při studiu jí pomáhal dirigent Rudolf Pavlata. Svým zpěvem uspěla jak u běžného publika, tak u kritiky; svědčí o tom články v Moravské orlici, Brněnských novinách a v Moravských hudebních novinách. Od svých brněnských počátků se věnovala koncertnímu vystupování a zejména interpretaci písní, což se stalo jedním ze zdrojů jejích pěveckých úspěchů.

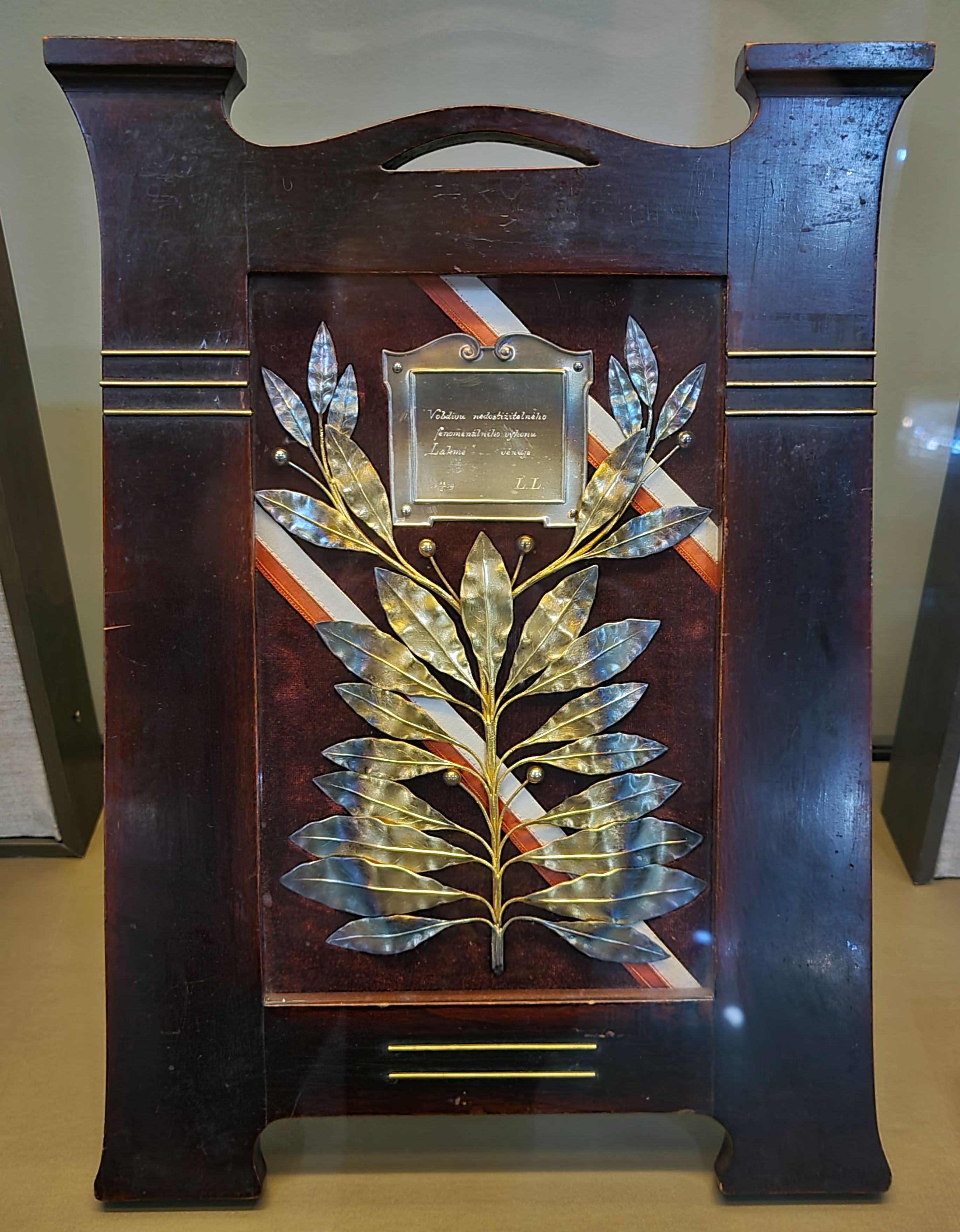

Na jaře 1911 odjela s Ludmilou do Paříže, kde studovala zpěv u Jacquese Ismardona. Z Paříže spolu zamířily do Sofie, kde v té době působil Spolek přátel opery, základ pozdější sofijské Národní opery. V letech 1912–1916 působila v Bulharsku, zpívala v opeře a s Ludmilou absolvovaly řadu koncertních vystoupení. V roce 1916 se obě vydaly na koncertní turné po Rakousku-Uhersku (Budapešť, Praha, Brno aj.) a Německu (Berlín).
V říjnu 1916 vystoupila na jevišti Národního divadla (ND) Praha v roli Královny noci v Mozartově Kouzelné flétně v představení, které dirigoval šéf opery Karel Kovařovic. Pěvecky od první chvíle zaujala, jak se můžeme dovědět z tehdejšího tisku – viz Národní listy, Venkov a Právo lidu.
Od roku 1930 působila převážně v Bulharsku, jako členka Národní opery v Sofii a profesorka zpěvu. V květnu 1935 vystoupila na dvou koncertech v Moskvě. Spolupracovala též s rozhlasem a vyšly jí gramofonové desky. Byla provdána za Lukáše Ljubena, v Praze II bydlela na adrese Ditrichova 27, v době od 1. 7. do 30. 9. ve Varně v Bulharsku. Zemřela při autonehodě.

## Dílo
Angažmá měla v opeře Státního divadla Brno, v ND Praha, v sofijské Národní opeře, hostovala u Východočeského divadla v Hradci Králové, ve Státním divadle Brno, v Moravském divadle Olomouc, v Divadle Josefa Kajetána Tyla Plzeň, ve Slovenském národném divadle Bratislava, ve Stavovském divadle a ND Praha. Jako profesorka zpěvu působila na pražské, sofijské konzervatoři a na své škole.

### Operní role v ND
- Sedlák kavalír: Santuzza – Pietro Mascagni, libreto Quido Menasci a Giovanni Targioni-Tozzetti. Premiéra 1890/1891
- Prodaná nevěsta: Mařenka – Bedřich Smetana, Karel Sabina. 1908/1909
- Dalibor: Milada – Bedřich Smetana, Josef Wenzig. 1909/1910
- Aida: Aida – Giuseppe Verdi, Antonio Ghislanzoni. 1912/1913
- Kouzelná flétna: Astarta – Wolfgang Amadeus Mozart, Emanuel Schikaneder. 1912/1913, 1920/1921
- Libuše: Libuše – Bedřich Smetana, Josef Wenzig. 1914/1915, 1919/1920
- Mignon: Filina – Ambroise Thomas, Michel Carré a Jules Barbier. 1916/1917
- Troubadour: Leonora – Giuseppe Verdi, Salvatore Cammarano. 1916/1917, 1922/1923
- Lakmé: Lakmé – Léo Delibes, Edmond Gondinet a Philippe Gille. 1918/1919
- Don Juan: Doňa Anna – Wolfgang Amadeus Mozart, Lorenzo da Ponte. 1919/1920
- Dimitrij: Marina Mníšková – Antonín Dvořák, Marie Červinková-Riegrová. 1920/1921
- Ifigenie v Aulidě: Artemis – Christoph Willibald Gluck, Francois Louis Le Blanc Du Roullet. 1920/1921

### Koncerty
1. Svatební košile – Antonín Dvořák, Karel Jaromír Erben 1916/1917
2. Písně bulharské: milostné a taneční – u klavíru Ludmila Prokopová. 7. a 14. května 1919
3. Matiné Klubu sólistů ND – Praha: Stavovské divadlo, 1920/1921
4. Koncert slovanských lidových písní – účinkují K. Morfová, L. Prokopová, Prawdzic, Podaševský, sbor Slavie a sbor Archangelský. Praha: palác Radio, 18. 12 1925

### Rozhlas
- Orchestrální a zpěvní matiné – doprovod L. Prokopová, orchestr, dirigent Josef Charvát. Praha: Radiojournal, 29. 11. 1925 11–12 h
- Štiri belokranjske pesmi (Čtyři bělokrajinské písně) Slavko Osterce –Radiojournal, 22. 6. 1926[6]

### Gramofonové desky
- Arie Mařenky z Prodané nevěsty; Ukolébavka z opery Hubička – B. Smetana. Velká Británie: Columbia, kolem 1925
- Rusalka. Píseň o měsíčku – Antonín Dvořák. Hubička. Skřivánčí píseň – Bedřich Smetana. Velká Británie: Columbia, 1925
- Lakmé – Kolébala Ganka; Vlaštovka – Hubička. Praha: Supraphon, 1988
- 100 godini ot debjuta na Christina Morfova na češkaga operna scena – Sofija: 2010

### Hudebnina
- Čern’o što me măšič, jano gan’o: tri pesni iz repertoara na Christina Morfova – Ludmila Prokopová. Sofija: Nauka i izkustvo, 1954

### O Kristýně Morfové
Šťastnou byla myšlenka, svěřiti sopránová sóla sl. Morfové. Melodicky čarokrásné a vřelostí citu překypující zpěvy dostaly se tu do rukou pěvkyně, která tyto jich skvělé stránky dovede přivésti k nejúplnější platnosti, majíc pro ně hlasové prostředky zcela výjimečně uzpůsobené. Sl. Morfová zpívala obě velká sóla ve „Svatebních košilích“ se vzácnou ušlechtilostí, okouzlovala kvetoucí melodikou kantilény a jímala srdečností cítění, zvláště v modlitbu k „Marii panně“ vloženou.
Národní listy 20. 6. 1917